# Pépi II
Pépi II est un roi de la VIe dynastie égyptienne. Ce qu'on sait surtout du roi est sa longévité. Manéthon lui prête 94 années de règne et plus de cent années de vie, bien que la dernière date de son règne connue avec certitude soit le 31e comptage du bétail qui correspond à la 62e année du règne. Son règne se situe aux alentours de -2246 à -2152.

## Généalogie
Sa mère est Ânkhésenpépi II (ou Ânkhnesmérirê II). Le nom de son père a été sujet à débat. Ânkhnesmérirê II a été l'épouse de Ier, ainsi les égyptologues ont longtemps cru que le père de Pépi II était ce roi. Mais à la suite de la fouille de la pyramide d'Ânkhnesmérirê II, il s'est avéré que cette reine a également été l'épouse du successeur de Pépi Ier, le roi Mérenrê Ier. Ainsi, le roi considéré comme le père de Pépi II est Mérenrê Ier.
Il a eu au moins cinq épouses :
- Neith, probable mère de Mérenrê II ;
- Ipout II ;
- Oudjebten ;
- Ânkhésenpépi III, possible mère de Néferkarê II[1] ;
- Ânkhésenpépi IV, mère de Néferkarê III[1] ;
- peut-être la reine Mérititès II, épouse d'un roi Néferkarê[2].

Il a eu plusieurs enfants, dont les rois Mérenrê II et Néferkarê III, ainsi que peut-être Néferkarê II, ainsi que les princes Nebkauhor-Idou et Ptahchepsès.

## Longueur du règne
Pépi II est souvent mentionné comme le monarque ayant régné le plus longtemps dans l'histoire, en raison d'un récit de Manéthon sur l'Égypte ancienne, datant du IIIe siècle av. J.-C., qui accorde au roi un règne de 94 ans ; cela a toutefois été contesté par certains égyptologues, comme Hans Goedicke et Michel Baud, en raison de l'absence de dates attestées connues pour Pépi II après son 31e recensement (l'année 62 si la fréquence des recensements est bisannuelle). Les sources anciennes sur lesquelles repose l'estimation de Manéthon sont perdues depuis longtemps et pourraient résulter d'une mauvaise interprétation de la part de Manéthon (voir von Beckerath). Le canon royal de Turin attribue 90 et X années de règne à Pépi II. Mais ce document date de l'époque de Ramsès II, soit 1 000 ans plus tard, et son exactitude pour la durée des règnes des rois de l'Ancien Empire, particulièrement pour Pépi II, est incertaine.
À l'heure actuelle, la source contemporaine de Pépi II indiquant la durée la plus grande est le graffiti no 7 d'Hatnoub. Il y est écrit Année après le 31e recensement, 1er mois de Chémou, 20e jour, ce qui implique, en supposant une fréquence des recensements bisannuelle, que ce roi a eu un règne d'au moins 62 années complètes ou partielles. Par conséquent, basé sur l'absence totale de dates attestées plus élevées pour Pépi II au-delà de cette année après le 31e recensement, certains égyptologues suggèrent plutôt que Pépi II n'a pas régné plus de 64 ans,. L'égyptologue David Henige est également quelque peu sceptique quant au chiffre de 94 ans attribué à Pépi II. Il suit la suggestion de Naguib Kanawati, selon laquelle le règne de ce roi fut très probablement beaucoup plus court que 94 ans. De plus, Henige affirme qu'il y a plusieurs rois dans différentes listes royales qui se sont vu attribuer des règnes au moins aussi longs que celui accordé à Pépi II, mais ils ont été invariablement rejetés comme mythiques.
Une suggestion antérieure de Hans Goedicke, selon laquelle l'année du 33e recensement apparaît pour Pépi II dans un décret royal pour le culte mortuaire de la reine Oudjebten, a été retirée par Goedicke lui-même en 1988, en faveur d'une lecture de Année du 24e recensement à la place, note Spalinger. Goedicke écrit que Pépi II est attesté par de nombreuses dates d'année jusqu'à l'année de son 31e recensement, ce qui implique que ce roi est mort peu après un règne d'environ 64 ans. D'autres chercheurs notent que l'absence de sources contemporaines datant d'après sa 62e année sur le trône n'exclut pas un règne beaucoup plus long, d'autant plus que la fin du règne de Pépi II a été marquée par une forte baisse de la fortune des rois de l'Ancien Empire qui lui ont succédé.
Il a été proposé que l'effondrement de l'Ancien Empire soit lié à l'événement climatique de 4200 avant notre ère, bien que le faisceau actuel de preuves ne soit pas suffisant pour l'affirmer,.

## Règne

### Accession au trône et régence
Sa mère Ânkhésenpépi II semble avoir régné en tant que régente durant les premières années de son règne. Elle semble avoir été secondée par son frère Djaou, un ancien vizir de Mérenrê Ier. Une statue en albâtre du Brooklyn Museum montre le jeune Pépi II sur les genoux de sa mère avec l'ensemble de ses attributs ; c’est l’une des seules représentations de ce monarque malgré son long règne. Certains chercheurs ont pris la relative rareté de la statuaire royale pour suggérer que la cour perdait sa capacité à retenir des artisans qualifiés.
Un aperçu de la personnalité du jeune monarque encore enfant se trouve dans la lettre qu’il écrit à Hirkhouf, gouverneur d’Assouan, chef d’une expédition vers la Nubie. Envoyé pour commercer et se procurer de l’ivoire, de l’ébène et autres marchandises précieuses, Hirkhouf capture un pygmée. La nouvelle arrive à la cour et le jeune roi enthousiaste envoie à Hirkhouf une lettre lui promettant une grande récompense s’il parvient à ramener le pygmée vivant pour qu’il puisse amuser la cour. Cette lettre conservée sur une longue inscription dans la tombe d’Hirkhouf, représente le premier exemple de littérature de voyage.

### Architecture
On sait peu de choses sur les activités de construction de Pépi II en dehors de Saqqarah. Sur les murs de la chaussée de son complexe pyramidal est représenté un cortège de 117 domaines (domaines agricoles) et maisons de Ka, qui étaient responsables de l'approvisionnement du culte sacrificiel royal. De plus, l'autobiographie de Sabni relate le transport de deux obélisques de Nubie à Héliopolis. De Coptos, une activité de construction de Pépi II est documentée par deux blocs de relief (aujourd'hui au Musée Petrie, Londres, inv. n° UC 14281 et au Manchester Museum) ainsi que par plusieurs décrets,.

### Statuaire

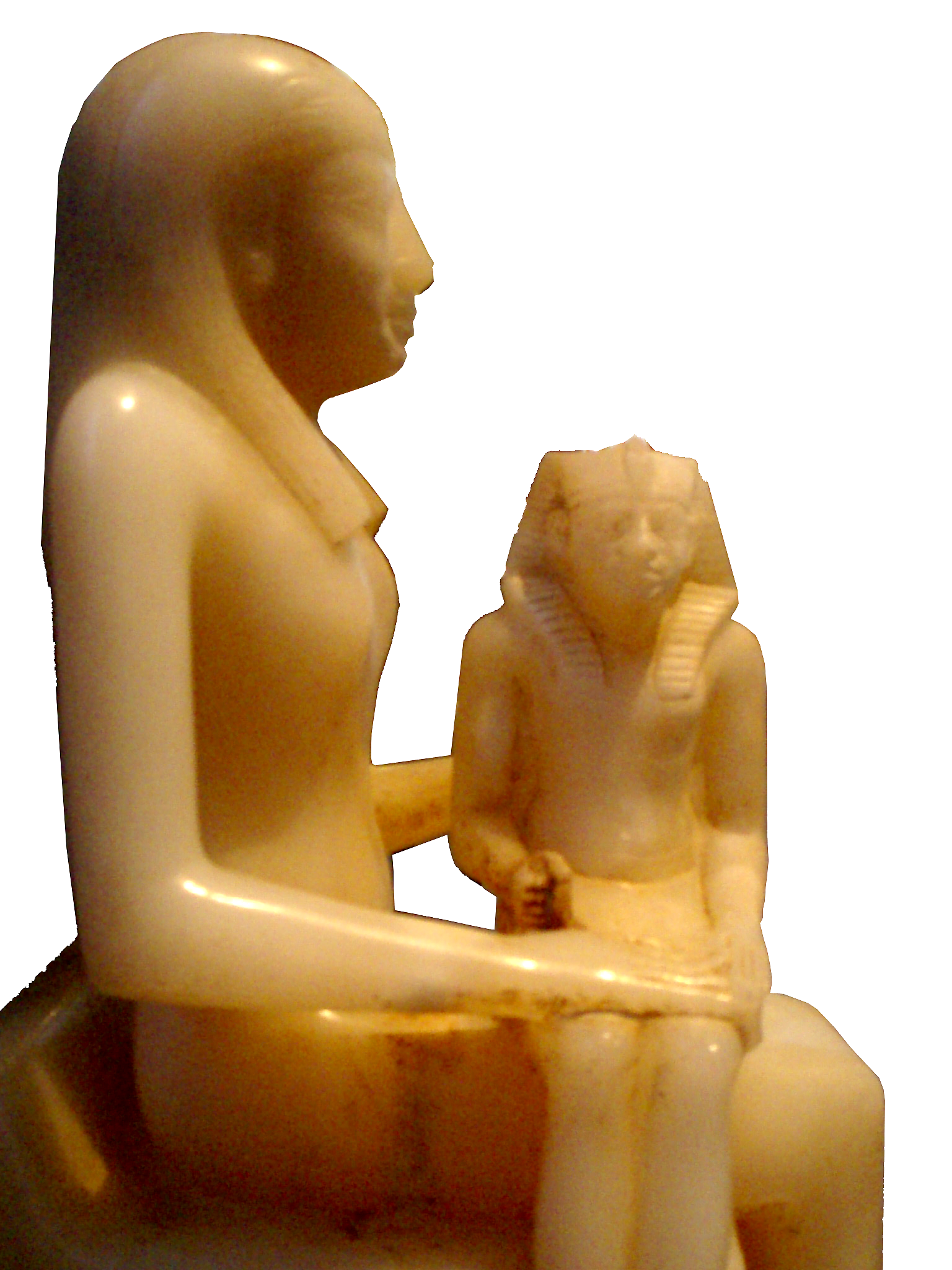
Statue en albâtre d' et de son fils Pépi II.

Seules deux statues, qui peuvent être attribuées sans risque à Pépi II, ont survécu. La première est d'origine inconnue et se trouve actuellement au Brooklyn Museum of Art de New York (Inv.-No. 39.119). Elle est faite d'albâtre et mesure 38,9 cm de haut, 17,8 cm de large et 25,2 cm de profondeur. Cette pièce, unique pour la sculpture royale égyptienne, montre la mère royale Ânkhésenpépi II assise sur un trône. Elle est identifiée par une inscription portant son nom à ses pieds. Du fait de son rang, Ânkhésenpépi II porte une coiffe de vautour sur sa perruque. La tête du vautour était à l'origine fabriquée séparément en pierre ou en métal et attachée sur le front de la statue, mais elle est aujourd'hui perdue. Sur les genoux d'Ânkhésenpépi II est assis son fils Pépi II. Il s'agit évidemment d'une représentation de l'enfant roi, mais il est représenté dans la posture typique et les insignes complets d'un souverain adulte. Il porte un tablier et une coiffe némès. Sa main droite est positionnée comme un poing et placée sur sa cuisse, tenant un tissu plié. Sa mère place ses mains sur son dos et ses genoux pour le protéger. Le bloc sous les pieds du roi donne le nom de Pépi avec l'ajout « Aimé de Khnoum », ce qui pourrait être une indication que la statue provient d'Éléphantine, le principal lieu de culte de Khnoum.
La deuxième statue a été trouvée par Gustave Jéquier dans le temple mortuaire de la pyramide du roi à Saqqarah et se trouve maintenant au Musée égyptien du Caire (Inv. n° JE 50616). Elle est également en albâtre et montre le roi enfant. Pépi II est représenté nu et accroupi, avec les cheveux courts et un serpent Uraeus sur le front. La main droite, qui est perdue aujourd'hui, était à l'origine tenue par la bouche.
L'attribution à Pépi II d'une troisième pièce n'est pas certaine, mais tout à fait probable vu les comparaisons stylistiques. Il s'agit de la tête d'une statue en albâtre, qui montre également un enfant roi et qui ressemble beaucoup à celle du Caire. La pièce est d'origine inconnue et se trouve au Musée Petrie de Londres.
De même, la tête d'une quatrième statue ne peut être placée stylistiquement que sous le règne de Pépi II. Elle a été acquise en 1966 par le Metropolitan Museum of Art de New York dans le commerce de l'art. La tête est en pierre noire et montre un roi avec un némès.
En outre, on sait grâce à un décret de Coptos que Pépi II a fait couler une statue royale en cuivre dans le temple de Min. La statue elle-même n'a pas été retrouvée.

### Activité hors d'Égypte

#### Commerce et expéditions minières
Pépi II semble avoir poursuivi la politique étrangère de ses prédécesseurs. De nombreuses expéditions du règne de Pépi II sont attestées par des inscriptions, dont une dans les mines de cuivre et de turquoise de Ouadi Maghara dans le Sinaï datant de l'Année du 2e recensement du bétail et deux expéditions dans les carrières d'albâtre de Hatnoub en Moyenne-Égypte, la première datant de l'Année du 14e recensement du bétail et la seconde l'Année du 31e recensement du bétail. Les contacts commerciaux avec la ville de Byblos dans le Liban actuel sont également documentés par de nombreuses découvertes (principalement des vases en albâtre) portant les noms de Pépi II, qui ont été trouvés dans le temple de cette ville,.
Comme sous son prédécesseur Mérenrê Ier, le commerce avec la Nubie joue également un rôle central. Les relations avec le sud sont cependant dominées par les hostilités croissantes sous le règne de Pépi II. Déjà dans la 2e année du règne de Pépi II, Hirkhouf, un fonctionnaire d'Éléphantine, a fait un voyage au Pays de Yam. Il avait déjà visité trois fois la Nubie sous le règne de Mérenrê Ier et a décrit ces voyages en détail dans sa tombe à Qubbet el-Hawa. Il ressort clairement de ces rapports qu'un changement de situation politique a rendu visiblement plus difficile son retour au pays lors de sa troisième expédition, et qu'il n'est rentré sain et sauf que grâce à un fort contingent de troupes du prince de Yam. Il n'y a pas de rapport sur son quatrième et dernier voyage. Au lieu de cela, Hirkhouf avait une copie d'une lettre du jeune Pépi II qu'il a fait inscrire dans sa tombe, dans laquelle le jeune Pépi II s'enthousiasme pour le nain dansant que Hirkhouf lui apporte de Yam (probablement un Pygmée) et lui conseille d'en prendre très grand soin.
Les voyages mentionnés dans la tombe de Khoui à Qubbet el-Hawa semblent avoir été essentiellement pacifiques. Là-bas, un serviteur nommé Khnoumhotep rapporte qu'avec son maître Khoui et un autre haut fonctionnaire nommé Tjétji, il a effectué un total de onze voyages en Nubie et au pays de Pount, probablement dans l'actuelle Érythrée ou l'actuelle Somalie.
De plus, le désert occidental est parcouru par de multiples routes commerciales, reliant les oasis d’Al-Kharga, de Siwa, et celle d’Ad-Dakhla à la vallée du Nil.

#### Expéditions militaires
Sabni fait cependant état de conflits hostiles dans sa tombe, à Qubbet el-Hawa. Son père Mékhou a mené une expédition en Nubie et y est mort. De toute évidence, il a été assassiné, car son corps est resté en Nubie et Sabni a dû se rendre en Nubie avec une escorte pour le rapatrier. Sabni lui-même meurt apparemment à Éléphantine immédiatement après son retour d'une expédition en Nubie. Son fils, appelé Mékhou également, séjourne lui-même en Nubie à cette époque et, à son retour, reçoit le soutien du palais royal pour l'aménagement de la tombe de son père.
Une autre inscription à Qubbet el-Hawa est due à Pépi-Nakht, dit Heqaib. Elle relate deux entreprises militaires en Nubie. Le roi l'a envoyé pour pirater les deux pays Ouaouat et Irtjet. Pépi-Nakht rapporte que lors de sa première campagne, il a tué plusieurs enfants de princes et de chefs militaires et conduit un grand nombre de prisonniers en Égypte. Lors de sa deuxième campagne, il capture les deux princes de Ouaouat et d'Irtjet et leurs enfants, ainsi que deux hauts commandants et les emmène en Égypte avec de nombreux bovins et chèvres. Une troisième expédition militaire conduit Pépi-Nakht dans le désert oriental. Là, le commandant Aaénânkh et sa troupe d'accompagnement sont assassinés par des Bédouins (appelés habitants des sables par les Égyptiens) alors qu'ils construisaient un navire qui devait faire route vers le Pays de Pount. Pépi-Nakht mène une expédition punitive contre ces Bédouins et ramène le corps d'Aaénânkh à la Résidence.

### Administration de l'État
Au début du règne de Pépi II, sa mère Ânkhésenpépi II joue le rôle de régente, et son oncle Djaou tient également une place importante. Djaou dirige le nome d'Abydos. La fonction de vizir est scindée en deux, un pour la Haute-Égypte et un pour la Basse-Égypte, ce qui donne une plus grande décentralisation du pouvoir, loin de la capitale royale de Memphis. En outre, le siège de vizir de Basse-Égypte est déplacé à plusieurs reprises, le vizir du sud étant basé à Thèbes. Djaou est suivi en tant que vizir par Idi et Pépi-Nakht. Ânkh-Pépi-Hériib et Ânkh-Pépi-Henikem sont connus comme nomarques en Moyenne-Égypte. Les vizirs à Memphis sont Ihikhenet et Khénou, Ima-Pépi et Chenai, Khabaou et Nihebsed-Néferkarê ainsi que Téti. La charge de nomarque, quant à elle, devient héréditaire et exempte d'impôts.
L'importante administration du Vizir sous Pépi II subit une restructuration de ses compétences. Le titre de chef de tous les travaux du roi est désormais directement lié à la résidence du Vizir. Il est donc directement responsable des projets de construction royale et du recrutement de la main-d'œuvre. En contrepartie, les administrations du Grenier et du Trésor, qui étaient auparavant très étroitement liés aux vizirs, sont désormais de plus en plus occupés par des fonctionnaires n'ayant pas le titre de vizirs. Sous le règne de Pépi II, on peut constater dans l'administration provinciale qu'au moins occasionnellement, la fonction de gardien du grenier est également occupée par des vizirs. Cependant, cela n'est presque jamais le cas pour celle liée au Trésor. La répartition des titres suggère que Pépi II avait initialement l'intention de mettre l'administration provinciale à égalité avec l'administration de la résidence, ou même de la rendre indépendante de celle-ci. Cette mesure n'est que partiellement mise en œuvre pour l'administration du Grenier, et pratiquement pas pour l'administration du Trésor. Au lieu de cela, leux administrations restent de facto entre les mains de l'administration de la résidence, par la nomination de fonctionnaires de rang inférieur dans la province.

### Déclin de l’Ancien Empire
Les raisons de ce déclin de l'État égyptien remontent certainement à Pépi II. Mais elles ne sont pas encore clarifiées et sont probablement complexes. Les ouvrages plus anciens considèrent encore que la principale raison en est la recherche d'une autonomie toujours plus grande et le pouvoir croissant des nomarques (par exemple, James Henry Breasted mais aussi Wolfgang Helck). Ils prennent pour exemple le fait que Pépi Ier se maria avec deux sœurs, les filles d’un nomarque, et fait de leur frère un vizir. Mais des études systématiques sur les titres des fonctionnaires et de leurs titulaires montrent qu'une décentralisation de l'administration et une croissance générale de la fonction publique ont bien eu lieu. Des services centraux clés, comme le Grenier et le Trésor, mais aussi celui de chef de tous les travaux du roi, restent cependant étroitement liés à l'administration du palais, et donc directement au roi. Selon Petra Andrássy, il n'y a aucune preuve d'une forte augmentation du pouvoir des nomarques, ni dans la sphère économique, ni dans la sphère militaire. Selon elle, l'augmentation générale du nombre de fonctionnaires semble être devenue un facteur de crise, car de plus en plus coûteux. Par exemple, un nombre toujours plus réduit de tombes privées indique une pénurie de ressources. L'exonération accrue des temples aux taxes semble également avoir affaibli la capacité d'action de l'administration de la résidence. Des facteurs climatiques comme la baisse des précipitations et la faible crue du Nil, aggravent apparemment les problèmes économiques de l'Égypte.
Selon une proposition plus récente de Karl Jansen-Winkeln, cependant, le principal facteur responsable de la chute de l'Ancien Empire n'est ni une crise administrative ni un changement climatique défavorable, mais surtout une invasion du delta du Nil par des tribus du Proche-Orient. Jansen-Winkeln fonde son argumentation principalement sur des sources écrites telles que l'Enseignement pour Mérikarê. Des fouilles récentes dans le delta semblent appuyer son hypothèse. Par exemple, la ville de Mendès aurait été détruite et ses habitants assassinés à la fin de la VIe dynastie.
Après la mort de Pépi II, les expéditions dans les régions extérieures à l'Égypte cessent temporairement. Le Ouadi Maghara ne sera visité à nouveau qu'environ 200 ans plus tard, sous la XIIe dynastie. Les contacts commerciaux avec Byblos ne sont plus documentés après le règne de Pépi II et jusqu'au Moyen Empire. Les expéditions vers le pays de Pount n'ont été retrouvées que sous Montouhotep III. (XIe dynastie), alors que la Nubie ne sera à nouveau sous contrôle égyptien qu'à la XIIe dynastie.

#### Le papyrus d'Ipou-Our
Le papyrus d'Ipou-Our décrit les lamentations d'Ipou-Our dans une Égypte affligée par des désastres naturels et dans un état de chaos. Il décrit un monde sens dessus dessous, où les pauvres sont devenus riches, et les riches, pauvres ; un monde où la guerre, la famine et la mort sont partout. Le thème de cette œuvre a été considéré précédemment comme une lamentation inspirée par le chaos supposé de la Première Période intermédiaire, ou comme une fiction historique dépeignant la chute de l'Ancien Empire des siècles auparavant, ou comme une combinaison des deux.

## Sépulture

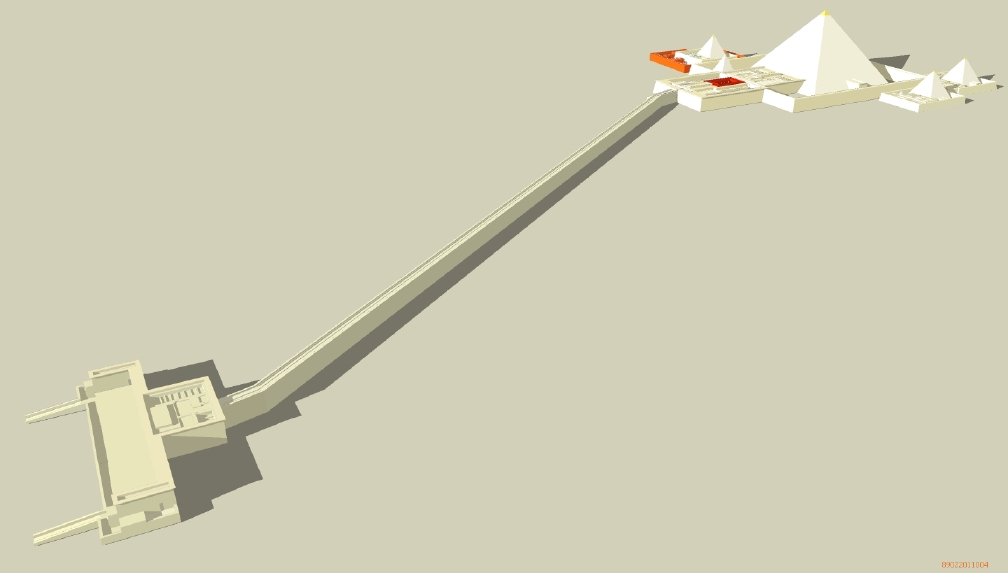
Restitution du complexe pyramidal de Pépi II.

Pour son complexe de pyramides portant le nom de Men-Ânch-Néferkarê (Néferkarê est durable et vivant), Pépi II a choisi un site à Saqqarah-sud, immédiatement au nord-ouest du mastaba de Chepseskaf de la IVe dynastie. Le site a été découvert entre 1926 et 1932 par Gustave Jéquier. 

### Le complexe pyramidal

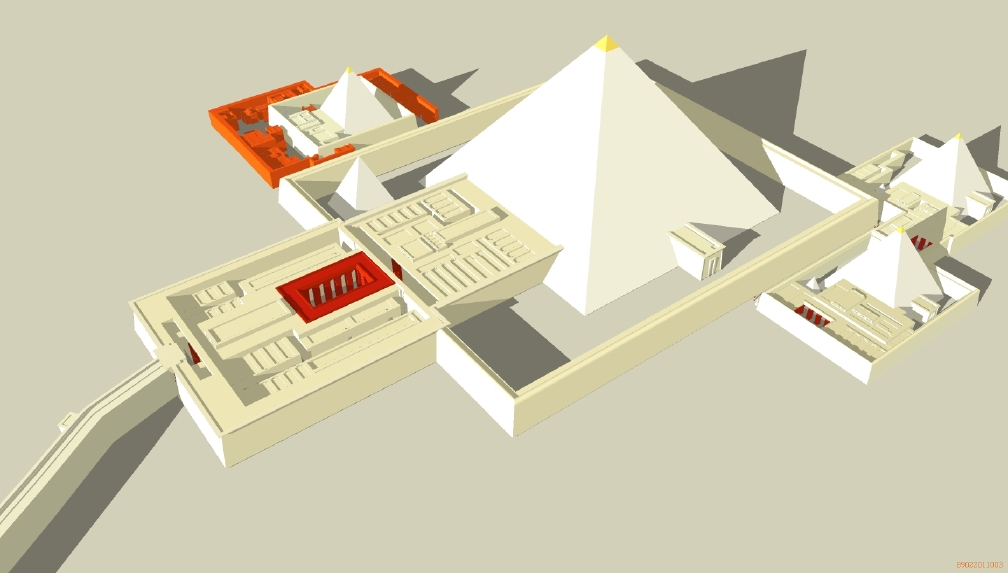
Restitution de la pyramide de et de celles de ses épouses.

Le temple de la vallée était précédé d'une large terrasse orientée nord-ouest-sud-est, qui longeait un canal. Aux deux extrémités, des rampes permettent d'accéder à la terrasse depuis l'eau. Au milieu de la terrasse se trouvait l'accès au temple de la vallée. Le temple se compose d'une salle à piliers, d'un vestibule à l'arrière et de plusieurs réserves. Plusieurs scènes de la décoration murale du temple ont été conservées. La chaussée, orientée vers le sud-ouest, relie le temple de la vallée au temple funéraire.
Le temple mortuaire comptait initialement trois chapelles représentant trois centres religieux : Héliopolis, Saïs et Bouto. Le hall d'entrée et une cour entourée de piliers y sont adjacents. Au nord et au sud se trouvent des magasins. Derrière la cour se trouve un couloir transversal qui sépare le public de la zone intime du temple. Dans le couloir, de nombreux vestiges de la décoration en relief ont été conservés, notamment des représentations de la fête-Sed, de la fête de Min et de l'exécution d'un prince libyen. Ce dernier, cependant, est une copie d'une représentation du temple mortuaire de la pyramide de Sahourê et ne se réfère donc probablement pas à un événement réel. La partie intérieure du temple se compose d'une chapelle de culte à cinq niches, d'une antichambre carrée et d'une salle d'offrandes. Au nord et au sud de ces pièces se trouvent d'autres réserves. L'antichambre carrée présente des représentations de la cour qui rend hommage au roi ; dans la salle des sacrifices, le roi est représenté enlacé avec des dieux. Au sud-est de la pyramide royale, une petite pyramide de culte a été érigée.

### La pyramide

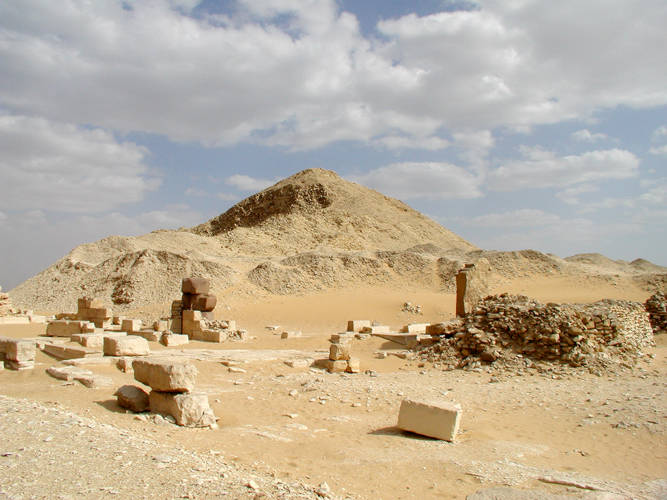
Pyramide en ruine de Pépi II.

De par ses dimensions et sa structure, la pyramide suit un schéma classique établi depuis Djedkarê Isési. Elle est donc très semblable à ses prédécesseurs. Elle a une base carrée de 78,75 m de côté, soit 150 coudées, convergeant vers le sommet à près de 53° et mesurait autrefois 52,5 m, soit 100 coudées de haut. C'est le dernier grand édifice de l'Ancien Empire. Le noyau du bâtiment est constitué de blocs de calcaire reliés par un mortier d'argile ; les blocs de parement sont en calcaire de Tourah. Une extension ultérieure a consisté à rajouter une ceinture de murs de 7 m de large autour de la pyramide terminée. Durant ce processus, la chapelle nord a été démolie et le mur d'enceinte déplacé de plusieurs mètres,.
L'entrée des infrastructures se trouve du côté nord. De là, un couloir mène en pente descendante à une chambre, puis continue horizontalement. Le couloir est muni d'un dispositif de blocage constitué de trois blocs de granit massifs. Ses murs sont décorés de textes des pyramides. Juste en dessous du centre de la pyramide se trouve l'antichambre. De là, la chambre funéraire conduit au Serdab à l'est et à la chambre funéraire à l'ouest. Le Serdab est composé d'une seule pièce et n'a pas de niches. L'antichambre et la chambre funéraire ont un plafond orné d'étoiles. Les murs des chambres ont des passages des textes des pyramides, mais le mur ouest de la chambre funéraire est conçu comme une façade de palais. Le sarcophage en granit et le couvercle d'un vase canope ont été trouvés dans la chambre funéraire. La momie de Pépi II n'a pas été conservée.

### Les pyramides des reines

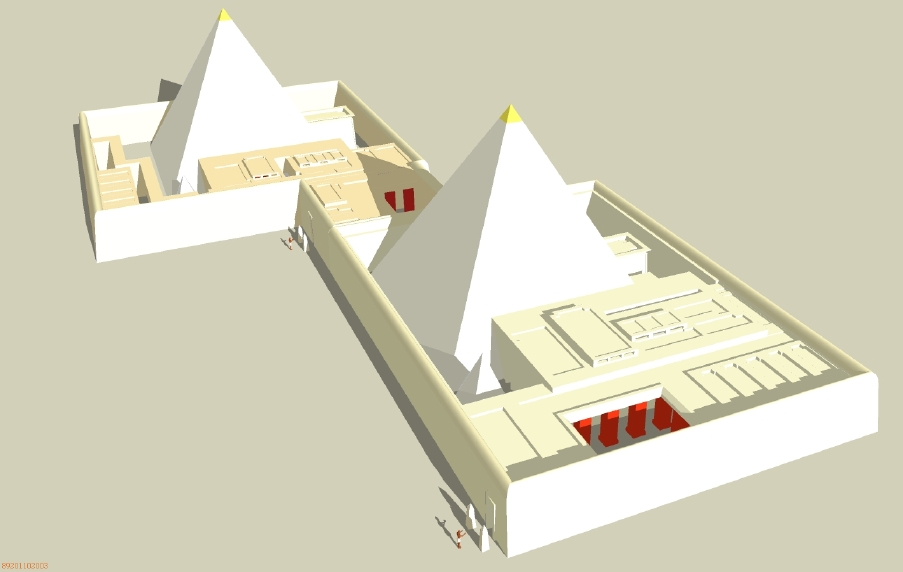
Restitution des pyramides de Neith et d'Ipout II situées au nord et au nord-ouest de la pyramide du roi.

Au sud et au nord-ouest de sa propre pyramide, Pépi II a fait construire trois complexes de pyramides à l'extérieur du mur d'enceinte pour ses épouses Neith, Ipout II et Oudjebten. Les pyramides de Neith et d'Ipout II sont situées à l'angle nord-ouest du complexe funéraire royal, alors que celle d'Oudjebten est située au sud. Pépi II a également eu pour épouses les reines Ânkhésenpépi III et Ânkhésenpépi IV, mais la première possède sa propre pyramide près de celle de Pépi Ier, Le tombeau d'origine de la seconde est inconnu ; seul un tombeau de fortune a été retrouvé dans le complexe funéraire d'Ipout II.
La pyramide de Neith est la plus ancienne des trois. Sa base carrée mesurait 23,9 m de côté et sa hauteur était de 21,5 m. Les infrastructures consistent en un couloir descendant avec une pierre de blocage, une chambre funéraire et un serdab. Le plafond de la chambre funéraire est décoré d'étoiles, les murs de textes des pyramides et à l'ouest d'une façade de palais. De nombreux vases de pierre brisés ont été préservés. Le temple mortuaire est situé au sud de la pyramide. Il se compose d'un vestibule, d'une cour entourée de piliers, de réserves, d'une salle de sacrifices et d'une salle à trois niches, dans laquelle se trouvaient à l'origine les statues de la reine. Au sud-est de la pyramide se trouve une petite pyramide de culte. Entre les deux structures, 16 maquettes de bateaux en bois ont été trouvées dans une fosse. L'ensemble du complexe est entouré de son propre mur d'enceinte.
La pyramide d'Ipout II est située au sud-ouest de la pyramide de Neith et légèrement plus petite. Sa base carrée faisait 22 m de côté et sa hauteur était de 15,8 m. Les infrastructures et le temple mortuaire ont la même structure que la pyramide de Neith, et une petite pyramide de culte est également présente. Probablement après la mort de Pépi II, Ânkhésenpépi IV a été enterrée dans un des entrepôts, pour laquelle peut-être aucune autre pyramide royale n'avait été construite. Le couvercle de son sarcophage, qui était une pierre où étaient inscrits des annales royales de la VIe dynastie, est d'une importance particulière.
La pyramide de Oudjebten est située au sud de la pyramide du roi. Sa base carrée faisait 23,9 m de côté et la hauteur était de 25,6 m. L'édifice fortement détruit possède deux murs d'enceinte, son propre temple mortuaire et une petite pyramide de culte. Dans les infrastructures, on a trouvé des fragments de textes des pyramides qui décoraient à l'origine la chambre funéraire et peut-être aussi les couloirs.

### La nécropole
Au nord et à l'est, et dans une moindre mesure au sud et à l'ouest du complexe pyramidal, de nombreuses tombes privées ont également été creusées. Ces cimetières furent utilisés jusqu'au début de la Première Période intermédiaire, et dans une moindre mesure jusqu'au début du Moyen Empire.